# Groep Ulbricht
De Groep Ulbricht (de: Gruppe Ulbricht) bestond uit functionarissen uit de Communistische Partij van Duitsland die op 30 april 1945 uit hun ballingschap in de Sovjet-Unie terugkeerden naar Duitsland. Zij moesten het Russische leger bijstaan bij de wederopbouw van het bestuur van Berlijn en de oprichting van politieke partijen en organisaties voorbereiden. De groep was genoemd naar haar leider: Walter Ulbricht.
Vanuit Moskou werd de groep via Minsk naar Meseritz, het tegenwoordig Poolse Międzyrzecz, gevlogen. Vervolgens reisden ze over land naar de politieke staf van de troepen van maarschalk Georgi Zjoekov, in Altlandsberg, 30 kilometer ten Oosten van Berlijn.
Op 2 mei 1945 begonnen de werkzaamheden. Op 8 mei werd het hoofdkwartier verplaatst van Altlandsberg naar Berlin-Friedrichsfelde. Op 11 juni richtte de groep opnieuw de Communistische Partij van Duitsland op, die na de Rijksdagbrand van 27 februari 1933 in Duitsland feitelijk had opgehouden te bestaan. Daarmee had de Groep Ulbricht haar eerste doel bereikt. Op 10 juli 1945 betrok de groep het bestuursgebouw van de Communistische Partij. De groepsleden zouden, op een enkeling na, betrokken blijven bij de ontwikkeling van het communisme in de Russische bezettingszone en in de Duitse Democratische Republiek. Tot 1955 werd in de DDR het bestaan van de Groep Ulbricht verzwegen.

## Leden van de Groep Ulbricht
- Walter Ulbricht (1893–1973), werd later secretaris-generaal van de SED en voorzitter van de Staatsraad van de DDR;
- Fritz Erpenbeck (1897–1975), sinds 1943 actief in het Nationaal Comité Vrij Duitsland, een Duitse verzetsbeweging tijdens de Tweede Wereldoorlog;
- Karl Maron (1903–1975), werd later plaatsvervangend hoofdredacteur van Neues Deutschland en minister van Binnenlandse Zaken van de DDR;
- Hans Mahle (1911–1999), werd later hoofdredacteur van de Schweriner Volkszeitung en van Die Wahrheit;
- Walter Köppe
- Richard Gyptner, werd later leider van de afdeling kapitalistisch buitenland van het Oost-Duitse Ministerie van Buitenlandse zaken;
- Wolfgang Leonhard (1921), vluchtte in 1949 via Joegoslavië naar West-Duitsland waar hij zich vestigde als kenner van de Sovjet-Unie en het communisme;
- Otto Winzer (1902–1975), werd later minister van Buitenlandse Zaken van de DDR;
- Gustav Gundelach (1888–1962), werd later uitgezonden naar West-Duitsland om daar de Communistische Partij te leiden en nam in die functie zitting in de West-Duitse Bondsdag;
- Otto Fischer, technisch secretaris.

## Doelstellingen en uitgangspunten
Bij een voorbespreking op 25 april 1945 te Moskou legden Wilhelm Pieck en Georgi Dimitrow voor de Groep Ulbricht de volgende doelstellingen en uitgangspunten vast:
- Ontkrachten van het gerucht dat het rode leger het Duitse volk zal vernietigen of tot slavernij zal brengen;
- De Hitlerstaat, maar niet het Duitse volk, vernietigen;
- Het volk geruststellen;
- Verzekeren dat het volk de aanwijzingen van de bezettingsmogendheden loyaal opvolgen;
- Alle Hitlerbandieten overdragen aan de bezettingsmogendheden;
- De catastrofe is door Hitlers beleid veroorzaakt, het Duitse volk draagt daarvoor grote verantwoordelijkheid;
- De communisten hebben voor die catastrofe gewaarschuwd;
- Hitler is verslagen, het Duitse volk wil en zal leven, maar moet begrijpen dat dat alleen vreedzaam en niet ten koste van anderen mogelijk is;
- Het Duitse volk helpen in zijn nood, een communistische basis leggen voor de toekomst van de partij.

## Voetnoten
1. ↑  Stiftung Archiv der Parteien und Massenorganisationen der DDR: SAPMO-BArch, NY 4036/ 500, Bl. 109 (origineel), Bl. 39–40 (transcriptie)